# Bos sauveli
El kouprey o kuprey (también escrito con C) (Bos sauveli) es una especie de bovino salvaje nativa de Indochina. La especie sobrevive únicamente en las selvas del norte de Camboya, donde se encuentra en peligro crítico de extinción. Se estima que no deben existir más de 250 ejemplares sobre los que sigue pendiendo la amenaza de la caza furtiva.
Esta especie fue la última en descubrirse entre las pertenecientes al género Bos (en el que se incluyen las vacas y toros domésticos), no recibiendo nombre hasta 1937. Como sus parientes salvajes más próximos, poseen un marcado dimorfismo sexual; los machos adultos llegan a alcanzar dos metros de altura y 900 kilos de peso, mientras que las hembras son mucho más pequeñas y menos robustas. En los machos se da también una joroba y papada prominentes. Así mismo, los cuernos son completamente diferentes en ambos sexos: espiralizados de forma similar a un antílope o una cabra marjor en el caso de las hembras, y largos, extendidos y curvados hacia arriba y adelante en el caso de los machos, de forma más parecida a los de un búfalo o un toro doméstico. El pelaje es pardo-grisáceo en ambos sexos.
Los kupreyes viven en tierras bajas y colinas parcialmente cubiertas por árboles, donde se alimentan de hierbas. Las hembras y sus crías viven en rebaños de hasta 20 individuos, a los que se unen machos adultos durante la estación seca (que acoge la época de cría), siendo éstos solitarios el resto del año. Pasan las horas del día, momento en que registran su mayor actividad, en zonas cubiertas por el manto protector de los árboles, mientras que por la noche se alimentan en áreas despejadas. Este comportamiento puede haberse visto influido por la persecución del hombre.
Sus depredadores naturales más importantes son probablemente el tigre, el leopardo y el cuón. No obstante, su actual declive se debe únicamente a la acción del hombre, manifestada por la caza excesiva, la destrucción de su hábitat, la extensión de enfermedades portadas por bovinos domésticos y la competencia con éstos por los pastos.
Su escasa distribución y algunas de sus características, que recuerdan al cebú doméstico, han llevado a pensar en ocasiones que podría tratarse de una antigua especie doméstica retornada al estado salvaje o el fruto de cruces entre individuos silvestres y cautivos. Los defensores de la primera hipótesis han sugerido el fin de la civilización jemer, en el siglo XIII, como la fecha de origen del kouprey. En la actualidad, el kouprey es el símbolo de la división tailandesa del WWF.